# Snob-Trubtschewska
Snob-Trubtschewska (ukrainisch Зноб-Трубчевська; russisch Знобь-Трубчевская Snob-Trubtschewskaja) ist ein Dorf im Norden der ukrainischen Oblast Sumy mit etwa 500 Einwohnern (2001).

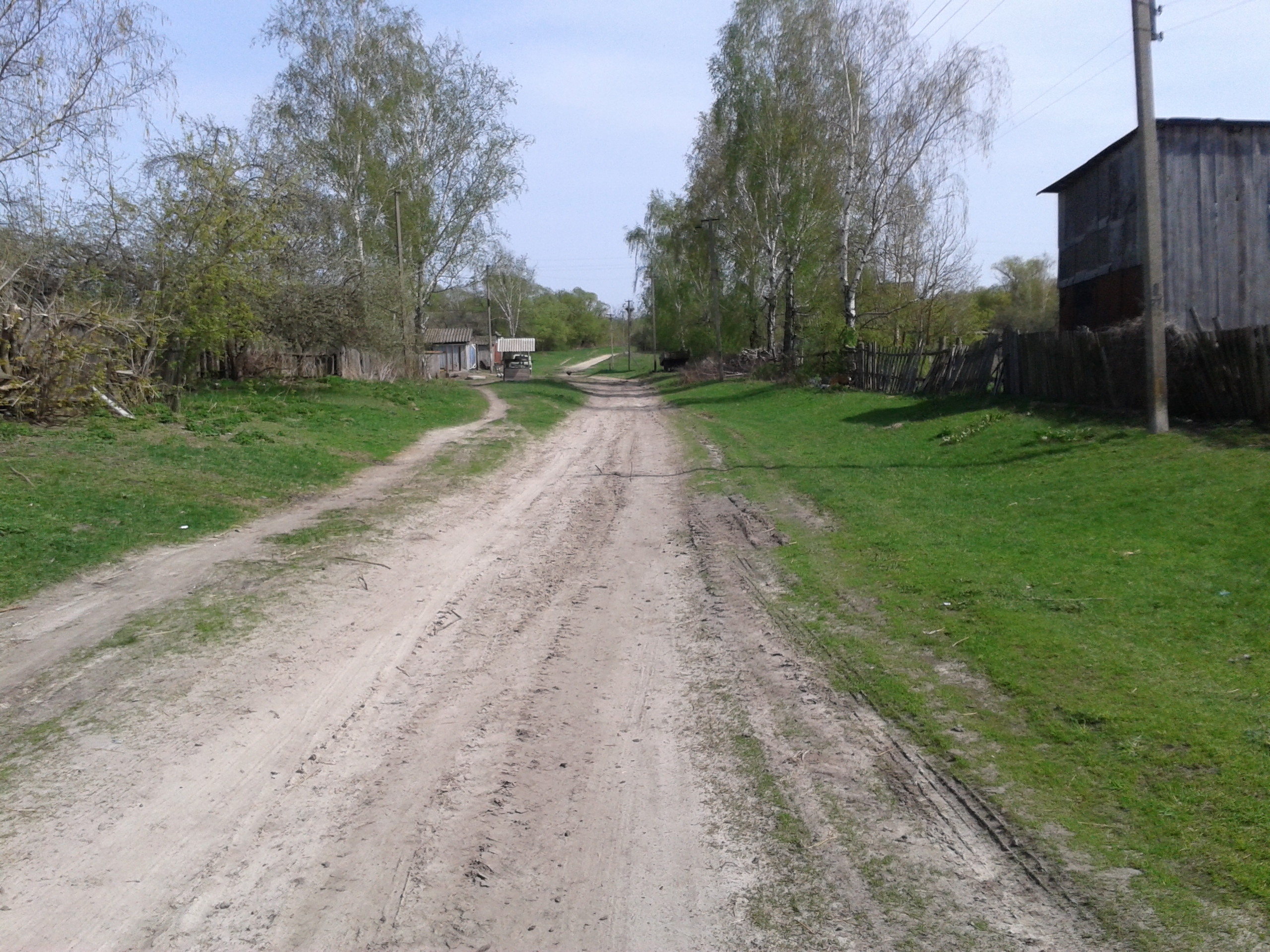
Straße in Snob-Trubtschewska, 2013

Das im 16. Jahrhundert gegründete Dorf liegt an der ukrainisch-russischen Grenze auf einer Höhe von 137 m am linken Ufer der Snobiwka (Знобівка), einem 75 km langen, linken Nebenfluss des Desna-Zuflusses Rukaw Dessenka (Рукав Десенка), 4 km nordwestlich vom Gemeindezentrum Snob-Nowhorodske, 39 km nordwestlich vom ehemaligen Rajonzentrum Seredyna-Buda und etwa 210 km nordwestlich vom Oblastzentrum Sumy.
Durch das Dorf verläuft die Territorialstraße T–19–08.
Am 30. August 2016 wurde das Dorf ein Teil der neugegründeten Siedlungsgemeinde Snob-Nowhorodske, bis dahin bildete es zusammen mit den Dörfern Karpetschenkowe (Карпеченкове), Kudojarowe (Кудоярове), Ljubachowe (Любахове) und Ulyzja (Улиця) die gleichnamige Landratsgemeinde Snob-Trubtschewska (Зноб-Трубчевська сільська рада/Snob-Trubtschewska silska rada) im Norden des Rajons Seredyna-Buda.
Am 17. Juli 2020 kam es im Zuge einer großen Rajonsreform zum Anschluss des Rajonsgebietes an den Rajon Schostka.